# Hussain Montassir
Hussain Kamal Montassir (in arabo حسين كامل منتصر‎?; Beni Suef, 2 marzo 1923 – Il Cairo, 14 febbraio 1992) è stato un cestista egiziano.
È conosciuto anche come Hussein Montassir.

## Carriera
Con l'Egitto ha disputato numerose competizioni internazionali, tra le quali due edizioni dei Giochi olimpici (Londra 1948 e Helsinki 1952), il Mondiale 1950 e tre edizioni degli Europei. Proprio in quest'ultima manifestazione può vantare la medaglia di bronzo nell'edizione del 1947 in Cecoslovacchia, ma soprattutto il titolo di Campione d'Europa conquistato proprio in Egitto nel 1949.